# Marko Milovanović (Eishockeyspieler)
Marko Milovanović (serbisch-kyrillisch Марко Миловановић; * 31. Dezember 1988 in Belgrad, SFR Jugoslawien) ist ein ehemaliger serbischer Eishockeyspieler, der den Großteil seiner Karriere beim HK Partizan Belgrad in der serbischen Eishockeyliga verbracht hat. Seit 2015 ist er Präsident des serbischen Eishockeyverbandes.

## Karriere
Marko Milovanović begann seine Karriere als Eishockeyspieler in seiner Heimatstadt in der Nachwuchsabteilung des HK Partizan Belgrad. Seit 2004 spielte der Stürmer für die erste Mannschaft des Vereins in der serbischen Eishockeyliga (bis 2006: serbisch-montenegrinische Eishockeyliga) und wurde mit dem Team 2006, 2007 und 2008 Landesmeister. Parallel nahm er zudem in der Spielzeit 2007/08 mit seiner Mannschaft an der multinationalen pannonischen Liga teil und wurde dort Vizemeister. Zur Folgesaison wechselte er zum HK Vojvodina Novi Sad und spielte für das Team aus der südlichen Batschka ebenfalls in der serbischen Eishockeyliga und der pannonischen Liga, die Milovanovićs Mannschaft für sich entscheiden konnte. Bereits 2009 kehrte er zu seinem Stammverein zurück und gewann mit ihm 2010, 2011, 2012, 2013, 2014, 2015 und 2016 erneut den serbischen Meistertitel. In der Saison 2012/13 wurde er zudem als bester Scorer der serbischen Liga ausgezeichnet, 2014/15 war er nach Dmitri Gnitko vom HK Beostar zweitbester Vorbereiter der Liga. Parallel spielte er mit seinem Klub in der slowenisch geprägten Slohokej Liga, die das Team 2011 und 2012 für sich entscheiden konnte. Zudem wurde Milovanović in der Saison 2009/10, als sein Team im Playoff-Finale gegen HDK Stavbar Maribor verlor, als bester Stürmer der Slokokej Liga ausgezeichnet. Für die Playoffs der Spielzeit 2016/17 wurde er an den HK Belgrad ausgeliehen. Anschließend beendete er seine Karriere.

### International
Für Serbien und Montenegro nahm Milovanović an den Division-II-Wettkämpfen der U-18-Weltmeisterschaften 2003, 2004, 2005 und 2006 sowie den U-20-Weltmeisterschaften 2005 teil. Nach der Abspaltung Montenegros nahm er für die rein serbische Mannschaft noch an der U-20-Weltmeisterschaft 2008 in der Division III teil. Dort gelang ihm mit seiner Mannschaft der Aufstieg in die Division II.
Im Herrenbereich debütierte Milovanović international im November 2004 in der Qualifikation für die Olympischen Winterspiele 2006 in Turin in der serbisch-montenegrinischen Auswahl. Anschließend war er für die serbische Mannschaft aktiv und spielte mit ihr 2007, 2009, 2011, 2012, als er als bester Spieler seiner Mannschaft ausgezeichnet wurde, 2013, 2015, 2016 und 2017, als er erneut zum besten Spieler seiner Mannschaft gewählt wurde, in der Division II. Nachdem den Serben 2009 beim Heimturnier in Novi Sad erstmals der Aufstieg gelungen war, spielte Milovanović mit seiner Mannschaft 2010 in der Division I, musste aber den sofortigen Wiederabstieg hinnehmen. Zudem vertrat er seine Farben bei den Qualifikationsturnieren zu den Olympischen Winterspielen in Pyeongchang 2018. Dabei setzten sich die Serben in der Vorqualifikation ungeschlagen durch, wobei das entscheidende Spiel gegen Spanien mit 5:3 gewonnen wurde und Milovanović das vorentscheidende Tor zum 4:3 gut zweieinhalb Minuten vor Schluss erzielte. In der darauf folgenden ersten Qualifikationsrunde musste das Team aber die Übermacht von Italien, Großbritannien und den Niederlanden anerkennen, gegen die jeweils deutlich verloren wurde. Ab 2015 war Milovanović Kapitän der serbischen Auswahl.

### Trainerkarriere
Bereits neben seiner Spielerkarriere begann Milovanović auch als Trainer zu arbeiten. Bei der Weltmeisterschaft der Division II 2014 fungierte er als Assistenztrainer der serbischen Nationalmannschaft.

## Erfolge und Auszeichnungen
- 2006 Serbisch-Montenegrinischer Meister mit dem HK Partizan Belgrad
- 2007 Serbischer Meister mit dem HK Partizan Belgrad
- 2008 Serbischer Meister mit dem HK Partizan Belgrad
- 2008 Aufstieg in die Division II bei der U20-Weltmeisterschaft, Division III
- 2009 Aufstieg in die Division I bei der Weltmeisterschaft, Division II
- 2009 Gewinn der pannonischen Liga mit dem HK Vojvodina Novi Sad
- 2010 Serbischer Meister mit dem HK Partizan Belgrad
- 2010 Bester Stürmer der Slohokej Liga
- 2011 Serbischer Meister mit dem HK Partizan Belgrad
- 2011 Gewinn der Slohokej Liga mit dem HK Partizan Belgrad
- 2012 Serbischer Meister mit dem HK Partizan Belgrad
- 2012 Gewinn der Slohokej Liga mit dem HK Partizan Belgrad
- 2013 Serbischer Meister mit dem HK Partizan Belgrad
- 2013 Bester Scorer der serbischen Liga
- 2014 Serbischer Meister mit dem HK Partizan Belgrad
- 2015 Serbischer Meister mit dem HK Partizan Belgrad
- 2016 Serbischer Meister mit dem HK Partizan Belgrad

## Slohokej Liga-Statistik
(Stand: Ende der Saison 2011/12)